# Paraleia nubilipennis
Paraleia nubilipennis är en tvåvingeart som först beskrevs av Walker 1836.  Paraleia nubilipennis ingår i släktet Paraleia och familjen svampmyggor. Inga underarter finns listade i Catalogue of Life.